# Candidatus Arthromitus
Candidatus Arthromitus là một nhóm vi khuẩn có hình thái khác biệt được tìm thấy hầu như chỉ có ở động vật chân đốt sống trên cạn. Chúng lần đầu tiên được phát hiện trong ruột côn trùng bởi Joseph Leidy. Mặc dù có sự tương đồng về hình thái với Candidatus Savagella, chúng tạo thành một dòng riêng biệt trong họ Lachnospiraceae.

## Lịch sử
Các tài liệu tham khảo về Arthromitus có từ năm 1849, khi chúng lần đầu tiên được quan sát bởi bác sĩ và nhà tự nhiên học nổi tiếng Joseph Leidy, người đặt tên cho các sinh vật Arthromitus (từ tiếng Hy Lạp Arthro-, khớp + mitos, sợi chỉ). Hình thái sợi của Arthromitus ban đầu được cho là rất độc đáo đến nỗi các sợi tương tự được quan sát thấy trong ruột động vật có xương được đặt nhầm vào phân loài Candidatus Arthromitus. Tuy nhiên, sự phát sinh gen dựa trên rRNA 16S đã tiết lộ các sợi Arthromitus, lần đầu tiên được quan sát bởi Leidy trong ruột động vật chân đốc, thuộc về một nhóm trong Lachnospiraceae, khiến chúng khá xa các sinh vật dạng sợi được quan sát trước đó từ ruột động vật. Do đó, những vi khuẩn đồng hình từ động vật có xương sống đã được chuyển đến một phân loài mới được chỉ định là <i id="mwFw">Candidatus</i> <b id="mwGA">Savagella</b>. Một bộ thí nghiệm được thiết kế kém nhằm mục đích cách ly Arthromitus khỏi ruột mối dẫn đến kết luận rằng Arthromitus trên thực tế là giai đoạn tăng trưởng của Bacillus cereus. Phát hiện sai lầm này sau đó đã bị từ chối khi danh tính thực sự của Arthromitus được xác nhận.

## Phân phối
Các thành viên thuộc loài Candidatus Arthromitus, đã được quan sát thấy ở nhiều loài động vật chân đốt sống trên cạn bao gồm cả rết, ấu trùng bọ cánh cứng, gián và mối, vì các dạng vi khuẩn dạng sợi thường liên quan đến thành ruột.

## Hình thái
Như tên cho thấy, arthromiti có thể được nhận dạng rõ ràng, đôi khi nhiều dạng sợi phân đoạn trong vật chủ côn trùng, tuy nhiên không thể loại trừ sự tồn tại của các dạng / giai đoạn không có sợi. Chúng thường được tìm thấy;à có liên quan đến các ký sinh trùng epibiont khác nhưng bản chất của tổ chức này vẫn chưa được biết.

## Phân loại
Các trình tự gen rRNA 16S của các arthromitus dạng sợi được chọn cho thấy chúng tạo thành một nhóm các chuỗi có nguồn gốc động vật chân đốt đa dạng nhưng có liên quan chặt chẽ trong Lachnospiraceae. Các cụm nằm gần Clostridium piliforme. Mặc dù các thành viên của Candidatus Arthromitus có chung đặc điểm hình thái với các thành viên của Candidatus Savagella, nhưng chúng khá xa về mặt phát sinh và hình thái sợi của chúng có thể chỉ là một ví dụ về sự tiến hóa hội tụ.